# Civens
Civens ist eine französische Gemeinde mit 1.450 Einwohnern (Stand: 1. Januar 2022) im Département Loire in der Region Auvergne-Rhône-Alpes. Sie gehört zum Arrondissement Montbrison und zum Kanton Feurs. Die Einwohner werden Civensois genannt.

## Geografie
Civens liegt in der historischen Provinz Forez. Umgeben wird Civens von den Nachbargemeinden Pouilly-lès-Feurs im Norden, Rozier-en-Donzy im Nordosten, Cottance im Osten, Salvizinet im Südosten, Feurs im Süden, Cleppé im Westen sowie Épercieux-Saint-Paul im Nordwesten.

## Bevölkerungsentwicklung
| Jahr                       | 1962 | 1968 | 1975 | 1982 | 1990 | 1999 | 2006 | 2017 |
| -------------------------- | ---- | ---- | ---- | ---- | ---- | ---- | ---- | ---- |
| Einwohner                  | 447  | 523  | 615  | 761  | 1007 | 1129 | 1340 | 1359 |
| Quellen: Cassini und INSEE |      |      |      |      |      |      |      |      |

## Sehenswürdigkeiten
- Kirche Saint-Cyprien